# 건강플러스
《건강플러스》는 MBC 문화방송 계열사에서 공동으로 제작한 프로그램이다.

## 방송 시간
- 대전MBC 토 오전 8시 - 8시 45분